# V704 Андромеды
V704 Андромеды (лат. V704 Andromedae) — двойная новоподобная катаклизмическая переменная звезда (NL:) в созвездии Андромеды на расстоянии приблизительно 1323 световых лет (около 406 парсеков) от Солнца. Видимая звёздная величина звезды — от +18,2m до +12,6m. Орбитальный период — около 0,1514 суток (3,6342 часов).

## Характеристики
Первый компонент — аккрецирующий белый карлик спектрального класса sdOA. Эффективная температура — около 6876 K.